# Saotis bilineata
Saotis bilineata är en stekelart som först beskrevs av Johann Ludwig Christian Gravenhorst 1829.  Saotis bilineata ingår i släktet Saotis och familjen brokparasitsteklar. Arten är reproducerande i Sverige. Inga underarter finns listade i Catalogue of Life.